# Ciclo dell'Eredità
Il Ciclo dell'Eredità è una serie letteraria fantasy scritta dall'autore statunitense Christopher Paolini, composta da una tetralogia di romanzi pubblicata fra il 2002 e il 2011. Il ciclo racconta le avventure di Eragon, un ragazzo destinato a liberare il continente immaginario di Alagaësia dall'oppressore Galbatorix insieme al suo drago, Saphira.
La tetralogia è parte di una più ampia saga letteraria denominata Il Mondo di Eragon, la quale comprende la raccolta La forchetta, la strega, e il drago. Racconti da Alagaësia (2018), il romanzo Murtagh (2023) nonché una preannunciata serie sequel del Ciclo dell'Eredità. Il Mondo di Eragon è ambientato nello stesso universo narrativo di Fractalverse, saga fantascientifica scritta dallo stesso Paolini.

## Ambientazione
La saga è ambientata nell'immaginario continente di Alagaësia, la cui cultura e sviluppo sono simili a quelle del Medioevo europeo.
Molti nomi derivano da elementi della mitologia nordica, ad esempio Helgrind, che nella mitologia nordica è il cancello del regno dei morti, oppure i nomi Utgard, Vroengard, Farthen Dur, tipicamente germanici, proto-germanici e generalmente scandinavi e tedeschi. Alcune denominazioni, di luoghi, di persone o di gruppi, sono riconducibili all'inglese antico, ancora una volta una lingua di derivazione germanica.

## Personaggi
I protagonisti della serie sono il Cavaliere Eragon Ammazzaspettri e il suo drago, Saphira Squamediluce.
Altri personaggi importanti sono:
- Arya, principessa elfa bellissima, potente e intelligente che Eragon salva dalle prigioni del castello di Gil'ead dove era torturata dallo spettro Durza, servo di Galbatorix. Eragon si innamorerà di lei.
- Murtagh, figlio di Morzan il primo e più potente dei Rinnegati. Viene perseguitato fin dall'infanzia da Galbatorix a causa di suo padre, fugge da Uru'baen, la capitale di Alagaesia, insieme al maestro d'armi Tornac (ucciso nell'inseguimento). Vaga per Alagaësia da qualche tempo quando salva Eragon dalla trappola dei Ra'zac, dei mostri al servizio di Galbatorix, (in cui muore Brom) e lo aiuta a combattere Durza a Gil'ead salvandolo dalla prigione del castello. Lo accompagna dai Varden dove viene riconosciuto come il figlio del Rinnegato e imprigionato. Viene liberato per ordine del capo dei Varden, Ajihad, per combattere durante la battaglia del Farten Dur e viene catturato dagli Urgali mentre protegge col proprio corpo il capo dei Varden. Portato a Uru'baen, viene torturato da Galbatorix finché davanti a lui non nasce Castigo, il suo drago rosso. Costretto a giurare fedeltà al re, combatte con Eragon in diverse occasioni finché, innamoratosi di Nasuada e sconfitto in duello dal fratellastro (Eragon), infrange il suo giuramento attaccando il re Galbatorix.
- Nasuada, è la figlia del capo dei Varden. Quando Ajihad muore, dopo la battaglia del Farthen Dûr, Nasuada prende il suo posto come capo dei Varden; nonostante abbia solo 17 anni, si rivela intelligente, capace e degna della sua posizione dimostrando la sua fede alla causa dei Varden sottoponendosi a molte prove pur di vincere. Si sa molto poco circa le sue origini. Il principe dei nani Orik dice a Eragon che nessuno sa chi sia sua madre (Ajihad mostrò la neonata ai suoi sudditi dicendo solo che era sua figlia). Orik fa osservare che è una "ragazza strana" che, nonostante la sua giovane età, è capace di manipolare i nemici del padre ed è molto fedele a lui.
- Roran, cugino di Eragon, a partire dal secondo libro diventerà un guerriero formidabile, fondamentale per i Varden.
- Brom, vecchio cantastorie del villaggio di Eragon. Accompagnerà Eragon nella prima parte del suo viaggio, facendogli da mentore e dandogli un addestramento base, sia di magia che di spada, che gli permetterà di sopravvivere.
- Castigo, drago di Murtagh, il cui uovo si è schiuso solo dopo il rapimento del ragazzo.
- Galbatorix, imperatore malvagio di Alagaësia.

## Il Mondo di Eragon

### Ciclo dell'Eredità
La serie originaria del Mondo di Eragon è costituita da quattro romanzi:
- Eragon (nome del protagonista, antica lingua) (2003)
- Eldest (primogenito in lingua inglese) (2005)
- Brisingr (fuoco nell'antica lingua) (2008)[2]
- Inheritance (eredità in lingua inglese) (2011)

In origine la serie si sarebbe dovuta chiamare Trilogia dell'Eredità, ma l'eccessiva lunghezza di quello che avrebbe dovuto essere il romanzo conclusivo spinse Paolini a dividerlo in due parti, Brisingr e Inheritance. Secondo le speculazioni dei fan, il nome prescelto per il terzo libro della trilogia era Empire (impero in lingua inglese), in quanto il piano originario della saga avrebbe previsto che tutti i titoli dei libri sarebbero dovuti consistere in parole di sei lettere inizianti per "E".

#### Eragon
Eragon, protagonista del ciclo, è un ragazzo che vive con lo zio Garrow e il cugino Roran in una piccola fattoria ai limitari del bosco nei pressi di Carvahall. Un giorno, mentre è a caccia sulla Grande Dorsale, una catena montuosa vicina, gli compare davanti una pietra blu a forma di uovo. Dopo un po' di tempo la pietra si rompe e ne esce una dragonessa, chiamata Saphira. Dopo alcuni mesi delle creature ripugnanti, chiamati Ra'zac, distruggono la casa di Eragon e torturano lo zio, che muore poco tempo dopo. Eragon decide di vendicare la morte di Garrow e parte in compagnia di Brom, il cantastorie del villaggio. Lungo il loro viaggio fanno tappa nel villaggio di Yazuac, dove trovano una montagna di cadaveri umani. Lì vengono attaccati da degli Urgali, dei mostri umanoidi con corna da toro, ed Eragon scopre di saper usare la magia. Durante il viaggio Brom istruisce Eragon sulla magia, sui draghi e sui cavalieri dei draghi. Dopo essere sfuggiti ai soldati di Galbatorix, si accampano sulle rive del lago di Leona e lì vengono catturati dai Ra'zac. Con l'aiuto dal giovane Murtagh riescono a liberarsi e a scacciare i mostri, ma Brom rimane ferito. Pochi giorni dopo Brom muore, non prima di aver rivelato a Eragon di essere stato anche lui un cavaliere dei draghi e avergli dato Zar'Roc. Murtagh acconsente ad accompagnare Eragon dai Varden, a condizione di andarsene prima di incontrarli personalmente. Durante il loro viaggio Eragon vede in sogno una donna bellissima rinchiusa in una cella e inizia a cercarla nelle prigioni delle città che attraversano. Dopo un combattimento Eragon viene catturato e portato nelle prigioni di Gil'ead, dove incontra per la prima volta lo spettro Durza. Eragon riesce a uscire dalla sua cella e trova la donna dei suoi sogni, scoprendo che è un'elfa. Fugge grazie all'aiuto di Murtagh e di Saphira. Arya, l'elfa, comunica con la mente a Eragon ciò che le è successo e come arrivare dai Varden. Dopo un lungo viaggio Eragon, Saphira, Arya e Murtagh arrivano nel Farthen-Dur dove vengono accolti abbastanza bene, fino a quando il capo dei Varden, Ajihad, scopre che Murtagh è il figlio di Morzan, il primo dei Rinnegati (seguaci di Galbatorix). Eragon viene sottoposto ad alcuni test, sia di magia che di combattimento, tenuti i primi da due maghi dei Varden, il secondo da Arya. Un giorno di sparge la notizia dell'arrivo di un esercito di Urgali e tutti si preparano alla battaglia. Murtagh viene liberato da Ajihad per combattere e dimostrare la sua lealtà. Eragon ingaggia un duello con lo spettro Durza, che guida le armate degli Urgali: viene ferito alla schiena, ma riesce a ucciderlo. 
Nel romanzo il ragazzo sogna una nave in partenza dalle rive di un fiume (alla pagina 100 dell'edizione Fabbri). Sul ponte della nave ci sono due figure incappucciate, una di fianco all'altra e sulla riva un uomo in ginocchio che getta indietro il capo e lancia un grido pieno di disperazione. Mentre la nave si stacca da riva, Eragon vede due draghi volare insieme in alto nel cielo. Questa è la scena finale di Inheritance e collega ulteriormente fra loro i diversi romanzi del ciclo.

#### Eldest
Dopo aver salvato Tronjheim grazie all'eroico duello con Durza, Ajihad viene ucciso da un ultimo gruppo di Urgali. Nasuada quindi, figlia di Ajihad, viene eletta regina dei Varden ed Eragon parte con Arya, Saphira e Orik verso Ellesméra, la città degli elfi. Qui inizia un addestramento con Oromis e con Glaedr, al termine del quale partirà per combattere contro Galbatorix insieme ai Varden. Intanto, suo cugino Roran scappa con l'intera popolazione di Carvahall, minacciata dai soldati di Galbatorix e dai Ra'zac, per rifugiarsi dai Varden. Eragon subisce dei miracolosi cambiamenti, dono dei draghi, nel corso della Celebrazione del Giuramento di Sangue: grazie a tale intervento, il Cavaliere si libera, finalmente, della cicatrice sulla schiena, che gli provocava dolorosi attacchi e assume delle peculiarità elfiche come agilità, forza e resistenza sovrumane. Eragon riabbraccerà Roran sul campo di battaglia per difendere tutti i cittadini oppressi da Galbatorix e ritroverà anche Murtagh, divenuto Cavaliere e costretto da un giuramento nell'antica lingua alle dipendenze del pazzo monarca. Eragon scopre anche, a sue spese, che Murtagh è suo fratello, e che suo padre è Morzan. Finita la battaglia, Eragon parla di ciò che Murtagh gli ha rivelato a Roran, il quale, dopo un momento di titubanza, lo riconosce come fratello, pregando di aiutarlo a salvare la sua fidanzata, Katrina.

#### Brisingr
Sottotitolato Le Sette Promesse di Eragon Ammazzaspettri e Saphira Squamediluce, Brisingr incomincia con l'uccisione dei Ra'zac da parte di Eragon e Roran e la liberazione di Katrina; pochi giorni dopo avviene il matrimonio, celebrato da Eragon stesso. In seguito Roran diventa un soldato Varden a tutti gli effetti, mentre Eragon riesce a far sì che Orik diventi Re dei Nani. Successivamente il Cavaliere ritorna a Ellesmera dove gli viene fornita una nuova spada e viene messo a conoscenza dell'esistenza degli Eldunarì, segreto dei Draghi e fonte dell'enorme potere di Galbatorix. Infine apprende che, sebbene sua madre fosse sposata con Morzan, in realtà egli è il figlio di Brom. Oromis, sceso in battaglia, viene ucciso da Galbatorix per mezzo di Murtagh e Castigo, mentre la coscienza di Glaedr, anch'egli ucciso, si trasferisce nel suo Eldunarì, precedentemente affidato a Eragon, che nel frattempo aiuta i Varden a conquistare la città di Feinster e coadiuva Arya nell'uccisione di uno Spettro. Negli Stati Uniti d'America è stato pubblicato il 20 settembre 2008; in Italia il 31 ottobre dello stesso anno.

#### Inheritance
Il quarto libro, dal titolo (nella versione inglese) Inheritance, è stato pubblicato l'8 novembre 2011. L'edizione italiana è stata pubblicata invece il giorno successivo (9 novembre). La casa editrice ha pubblicato un "sample chapter" sul proprio sito web. Qui si narra delle vicende che portarono alla grande battaglia che unirà tutti i popoli di Alagaesia, elfi, umani, nani, Urgali, draghi, contro il traditore Galbatorix e il suo esercito. Eragon ormai non è più un ragazzino, ma un giovane che sente il peso delle responsabilità derivanti dai suoi straordinari poteri di Cavaliere dei Draghi; quando tutto sembra aver raggiunto un punto morto, proprio mentre il re Galbatorix sembra invincibile, dovrà trovare la forza e la consapevolezza dei propri mezzi in se stesso e guidare l'attacco finale con un'inattesa svolta.

### Racconti da Alagaësia

#### La forchetta, la strega, e il drago. Racconti da Alagaësia
The Fork, the Witch, and the Worm: Tales from Alagaësia è una raccolta di tre racconti sequel del Ciclo dell'Eredità. Christopher Paolini ha annunciato che Racconti da Alagaësia costituirà uno dei cicli narrativi all'interno del Mondo di Eragon.  
Nel primo racconto viene narrata una vicenda nella locanda La forchetta, da cui il testo prende il nome: il protagonista è Murtagh. Il secondo racconto, La strega, si concentra sul personaggio di Angela l'erborista. Nel terzo e ultimo racconto c'è la storia del drago Vêrmund il Bieco, soprannominato Il verme (il titolo della novella è stato tradotto semplicemente come "il drago" in italiano): in origine quest'ultimo testo era stato pensato da Paolini come un possibile romanzo a sé stante.

### Altre opere

#### Murtagh
Dopo la morte di Galbatorix, Murtagh e Castigo si allontanano da Ilirea in cerca della loro identità e per guarire dalle ferite fisiche e psicologiche subite durante la prigionia. Ma un nuovo male si nasconde nell'ombra ed entrambi dovranno affrontare nuovamente le loro paure e nuovi nemici che minacciano Alagaësia.
Nel novembre 2024 Christopher Paolini ha annunciato la lavorazione a un sequel di Murtagh.

#### Guida di Eragon ad Alagaësia
Una guida perfetta per un cavaliere dei draghi, che introduce ai fatti storici più importanti, ai popoli e agli usi di Alagaësia

## Film
Nel 2006 è uscita la trasposizione cinematografica del primo libro, Eragon, diretto da Stephen Fangmeier e interpretato da Edward Speleers.
Non sono in programma altri film relativi ai libri per via del totale fallimento del primo.

## Serie TV
Il 26 luglio 2022 Disney annuncia, tramite Variety, una serie televisiva basata sulla saga da cui la prima stagione adatterà il primo libro

## Parodie
In Italia sono stati pubblicati da Edizioni Clandestine Aerosol, il fratello furbo di Eragon (2006), parodia di Eragon e Erpes, il fratello furbo di Eldest (2011), parodia di Eldest per opera di Joey Luke Bandini, pseudonimo di Gianluca Bedini, già autore de Lo Scrobbit (2004), parodia de Lo Hobbit di J. R. R. Tolkien e de Il Signore dei Tortelli (2005), parodia de Il Signore degli Anelli, sempre di J.R.R. Tolkien.